# Pesche
Pesche är en ort och kommun i provinsen Isernia i regionen Molise i Italien. Kommunen hade 1 641 invånare (2018).